# Божин Стаменитов
Божин (Емануил, Еманоил) Стаменитов (на гръцки: Εμμανούήλ Σταματιάδης), известен с прякора си Ениджевардарец (Γενιτζιότης), е български зограф от втората половина на XIX век.

## Биография
Роден е в 1834, или в 1841 година в южномакедонския град Енидже Вардар, тогава в Османската империя. Учи живопис в Политехническото училище в Атина, Гърция, след което заминава за Венеция. Около 1863 – 1864 година се завръща в Османската империя и се захваща със зографския занаят. Рисува в Костурско, в Горна Джумая, в Кукуш – „Свети Георги“, в Дойран, в „Успение Богородично“ в родния си град и на други места. Изписва със стенописи и декорира с орнаменти гробницата на Евренос в Енидже Вардар. По свидетелство на сина му Васил Зографов рисува и в Нигрита и Струмица. Негови стенописи има и във „Въведение Богородично“ в Горна Джумая.
Между 1864 и 1870 година работи в „Свети Георги“ в Сарбегово, през 1877 година в „Свети Николай“ в Корнишор, а в 1878 година във „Възнесение Господне“ в Тодорци. В 1878 година изписва „Възнесение Господне“ в Тодорци. Стилистично на Божин Стаменитов принадлежат и стенописите от „Свети Атанасий“ в Янчища. Пет негови икони от 1887 година, подписани „От ръката на Божин Стаменитов Ениджевардарец (χειρ Μποζύνου Σ. Γενιτζιότου)“ от църквата „Свети Димитър“ в Кожушани се пазят в новия енорийски храм на селото. Икони от Стаменитов има в „Свети Атанасий“ в Куфалово (Куфалия) и в Гумендже.
Умира в 1924 или в 1926 година.
При Божин Стаменитов учи и работи Димитър Вангелов от село Петрово, Солунско. Негов правнук е българският скулптор Николай Зографов.
- Стенописи от „Свети Атанасий“

Синове на Божин Стаменитов са Димитър Зографов, Тома Зографов, Борис – емигрант в България и Сотир – емигрант в САЩ.